# Bad Brains
Bad Brains (рус. Дурной разум) — музыкальная группа, образовавшаяся в Вашингтоне, округ Колумбия, в 1977 году. Они являются широко признанными первопроходцами хардкор-панка, хотя сами участники группы не поддерживают такую характеристику. Также являются адептами регги, а в их поздних записях присутствуют элементы других музыкальных жанров таких как фанк, хэви-метал, хип-хоп и соул. Bad Brains также являются последователями растафарианского движения.
Изначально группа играла в стиле джаз-фьюжн и называлась Mind Power. Bad Brains разработали очень быстрый и интенсивный панк-рок, который впоследствии стал называться «хардкор», и зачастую играли его быстрее и выразительнее, чем другие хардкор-панк-группы. Уникальность их музыки заключалась в том, что они играли более сложные ритмы, а также включали в свои песни нетипичные для панк-музыки гитарные риффы и соло.
Bad brains выпустили девять студийных альбомов (I & I Survived целиком состоит из инструментальных версий из их неизданного материала). Группа распадалась и собиралась несколько раз, иногда с другими барабанщиком и вокалистом. С 1998 года играют оригинальным составом: солист H.R. (Human Rights), гитарист Dr. Know, бас гитарист Дэррил Дженифер (англ. Darryl Jenifer), барабанщик Эрл Хадсон (англ. Earl Hudson) (младший брат H.R.), однако концерты группа даёт крайне редко.

## История

### От джаза к хардкору (1977—1985)
Изначально группа называлась Mind Power (1975) и играла в стиле джаз-фьюжн наряду с такими исполнителями как Чик Кориа, Джон Маклафлин, а также мастером прогрессив-фанка Стиви Уандером. В 1977 их друг Сид МаКрей познакомил группу, которая уже была заинтересована музыкой группы Black Sabbath, с панк-рок коллективами, включая The Dickies, Dead Boys, и Sex Pistols. Mind Power серьёзно увлеклись панк-роком и сменили своё название на «Bad Brains», позаимствованное из песни Ramones «Bad Brain», хотя под словом «Bad» на самом деле подразумевалось «Good». Позже Bad Brains увлеклись музыкой регги и растафарианством, увидев выступление Боба Марли. Сид МакКрей стал первым солистом, но он покинул группу, как только Bad Brains заиграли хардкор-панк. H.R., который на тот момент играл в группе на гитаре, стал выполнять роль вокалиста.
Группа быстро привлекла к себе внимание в Вашингтоне, отчасти за счёт того, что все участники коллектива были афроамериканцами и при этом играли панк-рок, но также за счёт своих энергичных выступлений и неоспоримого таланта
К 1979 Bad Brains попали в чёрные списки большинства клубов Вашингтонского округа и других концертных площадок (что впоследствии нашло отражение в их песне «Banned in D.C.»). Позже группа переезжает в Нью-Йорк..
Афроамериканские растафарианцы представили публике многотекстурные песни и жёсткий панк-рок на головокружительной скорости, время от времени добавляя в свои сет-листы даб-джемы и ритмы регги, восхваляющие Джа и провозглашали в своём творчестве любовь к ближнему и отказ от образа жизни западного общества. Группе Bad Brains запретили выступать во всех клубах Вашингтона, поэтому она отправилась в Нью-Йорк, где быстро получила известность, предложив поклонникам неожиданное слияние двух жанров: хардкор-панка и регги и смешение разных жанров — для музыкантов духовность и музыка были единым целым. Басист и бэк-вокалист, а также продюсер, художник и дизайнер Дэррил Дженифер назвал группу «панком думающего человека», провозгласившей идеи «позитивного ментального настроя» (англ. Positive Mental Attitude, PMA). Он сказал в одном из интервью: «Мы знаем, что наше послание — это мир, любовь и позитивный настрой. Это то, за что мы действительно стояли и стоим. Мы представляем бесстрашное творчество, лишённое расы, вероисповедания, цвета — всех "измов"».
Их дебютный альбом, Bad Brains, был выпущен на ROIR Records Нила Купера исключительно на кассетах в январе 1982, а в 1983 выходит Rock for Light, спродюсированный Риком Окэсеком из The Cars.

#### Вклад в хардкор-панк
Темами их песен было падение Вавилона («Leaving Babylon»), библейские гуманистические призывы и пацифистское видение в стиле панка: «Мы не хотим никакого насилия, нам не нужны войны. Мы просто хотим того, что правильно: рок для света» (Rock for Light, 1983). Четверо молодых афроамериканцев создали не только новый музыкальный бренд, но и образ жизни, выведший их на передний план международного рок-движения, которое фанаты назвали «хардкором». По мнению критика, Bad Brains — краеугольный камень американского панка и крёстные отцы хардкора. Крёстный отец британского панка Дон Леттс однажды сказал, что Bad Brains были для Америки тем же, чем Sex Pistols были для Англии, но, по его мнению, можно утверждать, что группа оказала большее влияние на музыкальный мир Америки. Эстетика и философия Sex Pistols были несколько приглушены появлением таких групп, как New Wave и 2-Tone, но влияние Bad Brains все ещё было заметно спустя 15 лет после их сингла 1982 года «Pay To Cum».
Bad Brains внесли огромный вклад в хардкор-панк, будучи одними из первых представителей сцены и играя именно ту музыку, образ которой переняли впоследствии все представители американского хардкора. Пользовались неоспоримым авторитетом среди представителей хардкор движения. Выступления Bad Brains вдохновляют Иэна Маккея, и он решает принять участие в развитии хардкор-панк сцены (играет в The Teen Idles, затем поёт в Minor Threat, ставшие одними из лидеров хардкор сцены и давшие начало движению Straight Edge). «Все боялись выступать перед Bad Brains, потому что толпа могла выкинуть разогревающих со сцены», говорил Грег Хетсон из Circle Jerks. Оказали особое влияние на Minor Threat (вокалист которых, Иэн Маккей, поддержал впоследствии Генри Ролинза, который не мог решиться на участие в группе Black Flag, последняя группа стала одним из лидеров и главных распространителей хардкора в Америке), Cro-Mags, Circle Jerks, Black Flag и многих других. H.R. распространял среди молодых начинающих музыкантов (которых он называл учениками («students»)) идеи Библии и книги Наполеона Хилла «Думай и богатей» («Think and grow rich»). Основная идея последней заключалась в изначально положительном отношении к любым событиям в жизни. Такой позиции Bad Brains посвятили песню Attitude. Впоследствии H.R. настоятельно рекомендовал Иэну Маккею отправится в тур по стране, на что последний согласился. Многократно появляются в документальном фильме Американский хардкор (2006).

### Новый звук (1986—1989)
В 1986 году Bad Brains заключили договор с SST Records и выпустили I Against I, на котором можно услышать звучание гибрида хэви-метала с фанком, которое впоследствии было перенято многими популярными группами, такими как Red Hot Chili Peppers, Faith No More и 24-7 Spyz. Запись вокала H.R. для «Sacred Love» произошла по телефону из Лортонского исправительного учреждения. Вокал H.R. описывался с восторгом: «Он глубоко запускает руку в сумку с голосами и достаёт их все, один за одним: устрашающий гнусавый фальцет был его визитной карточкой в дни, когда группа играла хардкор, почти что белькантовый баритон и вычурный скоростной рэп речитатив, изрыгающий слова механически точно, как пулемёт». Клип на заглавную песню показали на MTV в программе 120 минут, в которой группа появилась в промокадрах. После туров 1987, несмотря на успех альбома I Against I, H.R. снова покидает группу и уводит из группы брата. Концерты в рамках тура I Against I были проведены с Таджем Синглтоном (англ. Taj Singleton) в качестве вокалиста и Мэки Джейсоном (англ. Mackie Jason) за барабанами. В 1988 Bad Brains заключили договор с Caroline Records, а в следующем году выпустили четвертый альбом — Quickness. Так как Вокалист H.R. и его брат не смогли принять участие в записи, то Quickness был записан с вокалистом Таджем Синглтоном и барабанщиком Мэки Джейсоном. Но до того момента, как Quickness был готов к мастерингу, H.R. возвращается, переписывает тексты песен, перезаписывает вокал для Quickness, замещая голос и тексты Таджа Синглтона.

### Новые проблемы, новые вокалисты (1990—1994)
Практически с начала существования группы, в Bad Brains было много трений. Помимо проблем с H.R., который иногда отказывался выступать на запланированных концертах и репетициях, он и его брат, барабанщик Эрл Хадсон, хотели, чтобы группа посвятила себя исключительно регги, в то время как Dr. Know и Дэррил Дженифер все больше интересовались тяжёлым роком.
H.R. испытывал финансовые проблемы после неудачного тура по Европе с группой Human Rights, а замещающий вокалиста Bad Brains Тадж Синглтон не вписывался в группу, так что H.R. и Эрл вернулись в Quickness турне. После Quickness турне H.R. и Эрл снова покинули группу, вокалиста замещает Чак Мосли, до этого певший в Faith No More. Вскоре после этого Bad Brains распадаются снова.
В 1990 Bad Brains аккомпанировали старому другу, поклоннику и протеже группы Генри Роллинзу на записи кавер-версии группы MC5 «Kick Out the Jams». Эту запись можно услышать в качестве саундтрека к фильму «Прибавьте громкость».
В то время как группы, на которые оказали влияние Bad Brains (такие как Living Colour и Fishbone) наслаждались коммерческим успехом, Dr. Know вступил в переговоры с Epic Records в 1992, которая предложила ему заключить крупный договор на запись. Бывший барабанщик Cro-Mags Мэки Джэйсон (который играл в качестве сессионного барабанщика во время записи альбома Quickness) и вокалист Израиль Джозеф I (англ. Israel Joseph I) присоединились к группе. Rise был выпущен в 1993. Rise турне началось в 1993 с Мэки Джейсоном в качестве барабанщика и закончилось в 1994 с барабанщиком Чаком Триси (англ. Chuck Treece).

### Объединение оригинального состава и смена названия (1995—2004)
Собравшись оригинальным составом первый раз за пять лет, Bad Brains заключили договор с лейблом Maverick Records на издание альбома God of Love в 1995. Через два года группа группа занялась ремастерингом ранних записей, которые были изданы в мини-альбоме The Omega Sessions на Victory Records. В 1998—1999 оригинальный состав гастролировал под названием Soul Brains. Концертный альбом, A Bad Brains Reunion Live from Maritime Hall, был издан в 2001.
В 2002, Bad Brains выпустили I & I Survived. В 2004 Lil Jon пригласил Dr. Know, Дженифера и Эрла Хадсона для аккомпанемента в песне «Real Nigga Roll Call». Запись присутствует в альбоме с ограниченным тиражом Crunk Juice.
H.R. исполнил свою песню «Who’s Got the Herb?» с группой 311 в июне 22, 2004 на Лонг Бич, Калифорния. H.R. также принял участие в концертном исполнении песни «Shame in Dem Game» с Sublime.

### Build a NationиInto the Future(2005 — по настоящее время)
В 2005 Darryl Jenifer рассказал журналу Billboard что группа находится в студии и записывает первый полноценный альбом за 10 лет, который будет издан позже в этом году. Участник Beastie Boys Адам Яух заявил в своих интервью, что он продюсирует звукозапись.
В конце 2005 Bad Brains возглавят двухдневное шоу в CBGB, которое должно было пройти в Феврале 2006. В 2006 H.R. и Dubb Agents возглавили серию представлений по всей Америке Global Rock Showcase. Среди них был съезд маленького Стива Ван Зандта «Спасём CBGB» в Вашингтонском Square Park, в Нью Йорк сити. У H.R. была давняя связь с организаторами Global Rock Showcase, D.I.A. Records. С их помощью он выпустил альбом Out Of Bounds.
В промежутке между Global Rock Showcases, в конце 2006, H.R. вернулся в Bad Brains для двух выступлений в CBGB. Пока H.R. и Dubb Agents готовились к Global Rock Showcases выступлениям в начале января 2007, Bad Brains выпустили Build a Nation 26 июня, 2007. Альбом дебютировал на 100 месте в Billboard 200. В промежутке между выступлениями Global Rock Showcase, Bad Brains отыграли 5 концертов, включая Sasquatch Fest в июне 2007. Затем были концерты в Калифорнии и европейский тур в октябре 2007 года. После возвращения в Америку, группа играет в Чикаго на Riotfest. Интернет-сообщество также внесло свой вклад в воссоздание группы — записи старых и новых концертов, а также интервью были выложены на YouTube.
До выпуска нового альбома Dr. Know заявил, что жаждет записать больше альбомов вместе с группой. H.R. продолжил сольные гастроли в рамках D.I.A. Records Global Rock Showcase до конца 2007, с аккомпанементом в лице Dub Agents.
В январе 2008 группа анонсирует бокс сет 7" виниловых пластинок. Bad Brains гастролируют по Южной Америке в апреле 2008
с бывшим вокалистом (который входил в состав Bad Brains на протяжении 1991—1994, записывался в альбоме Rise), временно занявший место H.R. Группа играет на фестивале Smoke Out в Сан-Бернардино, 24 октября 2009.
В 2009 готовились два документальных фильма о группе и один о H.R. Bad Brains планировали дать три концерта в Австралии в июне 2010, но были вынуждены отменить их в связи с плохим состоянием здоровья.
Дэрил Дженифер записывает In Search Of Black Judas отдельно от группы в 2010.
В марте 2011 Bad Brains работали над новым материалом для продолжения Build a Nation. В апреле 2012 H.R. заявил, что альбом будет называться Let’s Have Fun. Несмотря на это, альбом переименовали в Into the Future, и он был издан 20 ноября 2012.
Bad Brains, вошедшие в шорт-лист «Зала славы рок-н-ролла» в 2017 году, считаются одной из величайших хардкор-групп всех времён и числятся среди лучших рок-групп, а также одной из самых бескомпромиссных и новаторских панк-групп Америки, которая до сих пор оказывает влияние на других музыкантов: Rage Against the Machine, The Roots, Guns N’ Roses, Red Hot Chili Peppers, No Doubt, Beastie Boys, Foo Fighters и другие.

## Состав

### 1977—1990
- H.R. — вокал
- Dr. Know — гитара
- Darryl Jenifer — бас
- Earl Hudson — ударные

### 1990—1991
- Chuck Mosely — вокал
- Dr. Know — гитара
- Darryl Jenifer — бас
- Earl Hudson — ударные

### 1991—1994
- Israel Joseph I — вокал
- Dr. Know — гитара
- Darryl Jenifer — бас
- Mackie Jayson — ударные

### 1994—наши дни
- H.R. — вокал
- Dr. Know — гитара
- Darryl Jenifer — бас
- Earl Hudson — ударные

## Дискография

### Студийные альбомы
- 1982 — Bad Brains (ROIR Records)
- 1983 — Rock for Light (Caroline Records)
- 1986 — I Against I (SST Records)
- 1989 — Quickness (Caroline Records)
- 1993 — Rise (Epic Records, #14 в Heatseekers[20])
- 1995 — God of Love (Maverick Records, #20 в Heatseekers[20])
- 2002 — I & I Survived (DC Records)
- 2007 — Build a Nation (Megaforce Records, #100 в Billboard 200[20]
#10 (Top Independent Albums)[20])
- 2012 — Into the Future (Megaforce Records)

### Концертные альбомы
- Live at CBGB’s 1982 (записан в 1982, выпущен в 2006, MVD Records)
- The Youth Are Getting Restless (записан в 1987, выпущен в 1990, SST Records)
- Live (записан в 1984, выпущен в 1988, SST Records)
- A Bad Brains Reunion Live from Maritime Hall (записан в 1999, выпущен в 2001, 2B1 Records)

### Видео
- Live at CBGB’s 1982 (записан в 1982, выпущен в 2006, Music Video Distributors)